# Eugen Remsey
Eugen Remsey (* 2. November 1885 in Nagykőrös, Österreich-Ungarn; † 26. Juli 1980 in Szentendre) war ein ungarischer Maler und Schriftsteller.

## Leben
Remsey studierte an den Akademien in Budapest, München und Wien, war Mitglied des Künstlerverbandes „Keve“, später Mitglied des Künstlerverbandes „Spiritualis“.
Während des Ersten Weltkriegs war Remsey als Kriegsmaler tätig. Am 12. März 1916 wurde er in die Kunstgruppe des k.u.k. Kriegspressequartiers aufgenommen, er arbeitete aber auch für die Leipziger Illustrierte Zeitung. Remsey war im Bereich der 11. Honvéd-Kavallerie-Truppendivision auf dem russischen Kriegsschauplatz eingeteilt. In weiterer Folge hielt er sich auch in der Bucht von Cattaro auf. Für die Hilfswerke des Roten Kreuzes wurden Lithografien und Radierungen des Künstlers reproduziert. Remsey wurde bis Dezember 1918 in den Standeslisten des Kriegspressequartiers geführt.

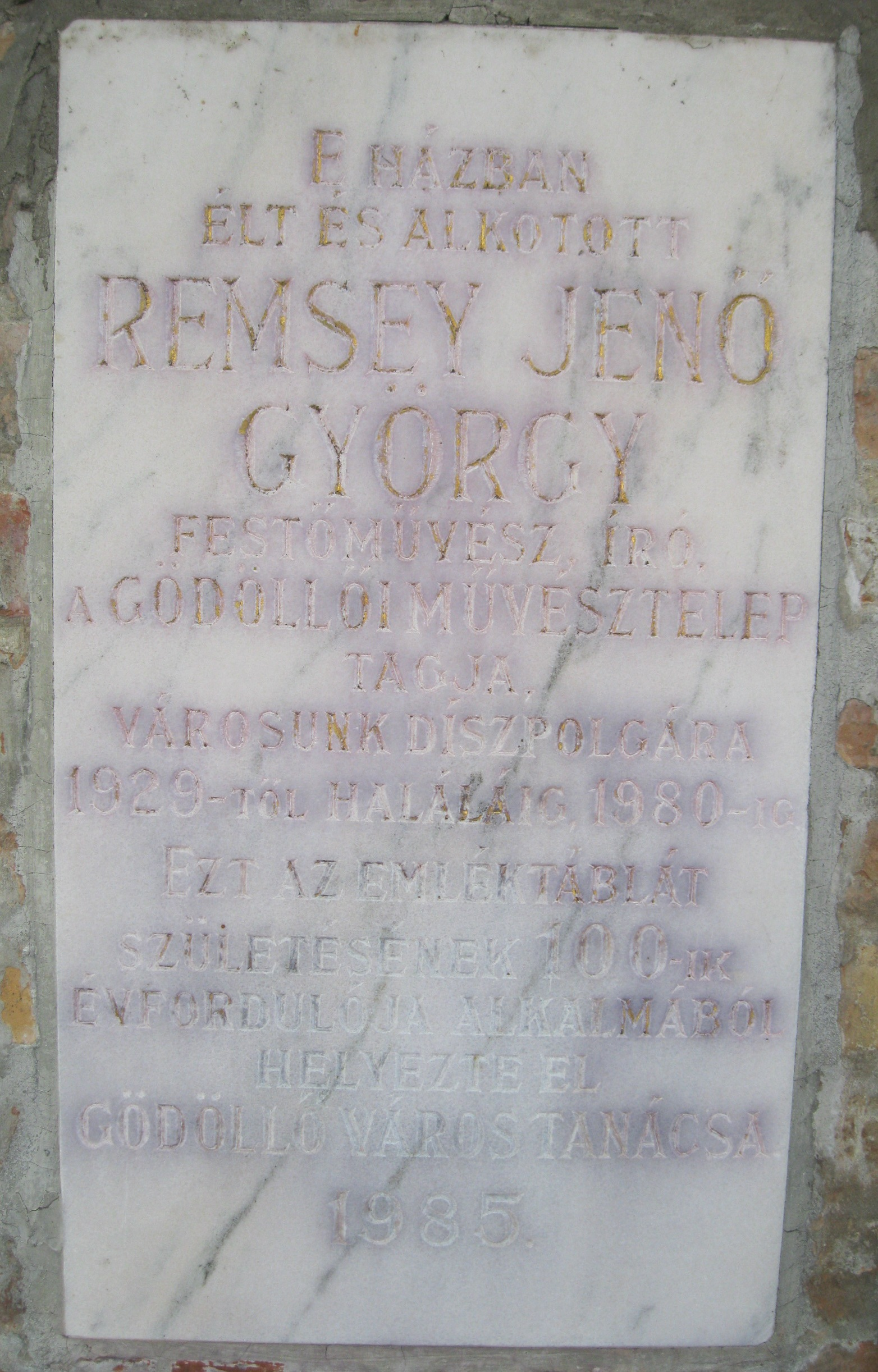
Hier lebte Jenő György Remsey

In den 1920er Jahren lebte Remsey in Gödöllő. In den Jahren von 1957 bis 1964 beschickte Remsey mehrere Ausstellungen in Paris.

## Werke (Auswahl)
- Schwere Artillerie im Feuer, Öl auf Leinwand, 80,5 × 111 cm (Heeresgeschichtliches Museum Wien)
- Vor dem Gasangriff, 1917, Öl auf Leinwand, 120 × 100,5 cm (Heeresgeschichtliches Museum Wien)